# Leyte
Leyte ([ˈla͡ɪtə], spanisch [ˈlɛɪ̯te]) ist eine Insel der Philippinen und gehört geographisch zu der zentral gelegenen Visaya-Gruppe.
Leyte wurde weltweit durch die See- und Luftschlacht im Golf von Leyte im Zweiten Weltkrieg bekannt, die nach Meinung der meisten Historiker die größte Seeschlacht der Geschichte war.

## Geographie
Die Insel misst von Norden nach Süden etwa 180 km und besitzt eine maximale Breite von 65 km. Im Nordosten wird sie durch die San-Juanico-Straße von der Nachbarinsel Samar getrennt, wobei sich beide Landteile an manchen Punkten bis auf 2 km annähern. Die Inselprovinz Biliran befindet sich ebenfalls nördlich von Leyte und ist durch die Biliran Straße von der Insel getrennt. Im Süden separiert die Straße von Surigao Leyte von der Insel Mindanao, während sich im Osten der Golf von Leyte ausbreitet. Dahinter erstreckt sich die Philippinensee, ein Teil des Pazifischen Ozeans. Der Golf wird von der Insel Leyte im Westen, von der Inselprovinz Dinagat Islands im Südosten und von Samar im Nordosten eingerahmt. Im Südwesten, hinter dem Canigao-Kanal, befindet sich die Insel Bohol und im Westen, auf der anderen Seite der Camotes-See, die Insel Cebu.
Leyte besitzt eine Gesamtfläche von 7.368 km².
Politisch unterteilt sich die Insel in zwei Provinzen: Provinz Leyte und Southern Leyte. Zu Southern Leyte, die den südlichen Teil der Insel einnimmt, gehört die Insel Panaon, die in der Straße von Surigao liegt. Die Insel Biliran im Norden war früher Teil der Provinz Leyte, ist nun jedoch eine eigenständige Inselprovinz.
Leyte ist sehr gebirgig und weitflächig bewaldet. Auf der Insel liegen zwei als aktiv bezeichnete Vulkane der 945 Meter hohe Cabalían und der 860 Meter hohe Mahagnao. Die bekanntesten Binnenseen von Leyte sind der Danao-See und der Bito-See. Lediglich im Nordosten befinden sich größere, agrarwirtschaftlich nutzbare Landflächen. Die Küstenlinie ist stark besiedelt. Flache Gebietsabschnitte und Flussdeltas liegen weitgehend an den Küsten im westlichen und südlichen Leyte oder in vereinzelten Hochebenen, von denen das Leyte-Sab-a-Becken im Nordosten der Insel die größte ist. Ein verzweigtes System von kleinen Flüssen und Bächen durchfließt die Ebene nahe der Bucht von Carigara und dem Golf von Leyte. Die zweitgrößte Tieflandfläche ist das Ormoc Valley, das sich auf der westlichen Seite der Insel befindet und dort von Bergen eingerahmt wird.
Die wichtigsten Städte auf Leyte sind Tacloban City an der Ostküste, Ormoc City und Baybay City an der Westküste und Maasin City im Südwesten. Die San-Juanico-Brücke verbindet Leyte mit der Nachbarinsel Samar. Sie ist die längste Brücke des Landes und gilt als ein architektonisches Glanzstück.
Eine Besonderheit der Insel sind die geothermischen Kraftwerke nahe der Stadt Ormoc.

## Demographie und Sprache
Die Insel hat eine Einwohnerzahl von 1.950.000 Menschen. Sie ist besiedelt von verschiedenen Volksgruppen, den Visayan und den Cebuano, die vornehmlich im Westen und Süden leben und den Waray, die den Osten und Norden bewohnen.
In gleicher Weise verteilen sich die Sprachgebiete. Während im Süden und Westen die Sprache Cebuano vorherrscht, ist Wáray-Wáray die Muttersprache der Menschen im Osten und Norden der Insel. Daneben sind Englisch, Tagalog und Chinesisch ebenso verbreitete Kommunikationsmöglichkeiten.
Die Mehrheit der Bevölkerung ist christlich geprägt und gehört dem Römisch-Katholischen Glauben an. Weitere Glaubensgemeinschaften sind die Aglipayan, die Iglesia ni Cristo, die Zeugen Jehovas und die Siebenten-Tags-Adventisten.

## Geschichte
Weit vor der Ankunft der Europäer unterhielten die Filipinos bereits Handelsbeziehungen zu China und anderen Nachbarstaaten. Am 28. März 1521 fand der portugiesische Navigator und Entdecker Ferdinand Magellan eine Durchgangsmöglichkeit, die ihn schließlich an der Insel Leyte vorbeiführte. Wenig später erreichte er die Insel Limasawa an der südlichen Spitze des Eilandes. Hier traf er den einheimischen Herrscher Rajah Kolambu und dessen Bruder Rajah Siagu, den Häuptling von Butu (auf Mindanao). An diesem Ort wurde der erste Freundschaftsvertrag in Form einer Blutsbrüderschaft zwischen Magellan und Rajah Kolambu geschlossen sowie die erste christliche Messe gehalten. Anschließend platzierte Magellan ein Kreuz auf den Gipfel des Hügels und nahm durch diesen symbolischen Akt das gesamte Territorium für Spanien in Besitz.
Der Entdecker Ruy López de Villalobos erreichte im Jahre 1543 als erster Europäer die eigentliche Inselgebiet von Leyte und benannte das Eiland „Las Islas Felipinas“ nach dem spanischen Thronfolger, dem späteren König Philipp II. von Spanien.
Im Jahre 1595 gründeten die Jesuiten ihre erste Mission auf Leyte. Zu dieser Zeit befanden sich lediglich 19 Pueblos mit einer Einwohnerzahl von insgesamt 70.000 Menschen auf der Insel, die von den Missionaren zum Christentum bekehrt wurde.
Ein königlicher Erlass, ausgestellt am 31. Juli 1860, ordnete eine Umorganisation der Provinzregierung der gesamten Visayas-Gruppe an. Leyte wurde daraufhin als Provinz dritter Klasse eingeordnet und hatte die Verwaltungsverantwortung für insgesamt 28 Pueblos und Ortschaften. Die politisch-militärische Regierungsstruktur existierte bis zum Jahr 1898, als Spanien die Herrschaft über die Philippinen an die USA verlor.

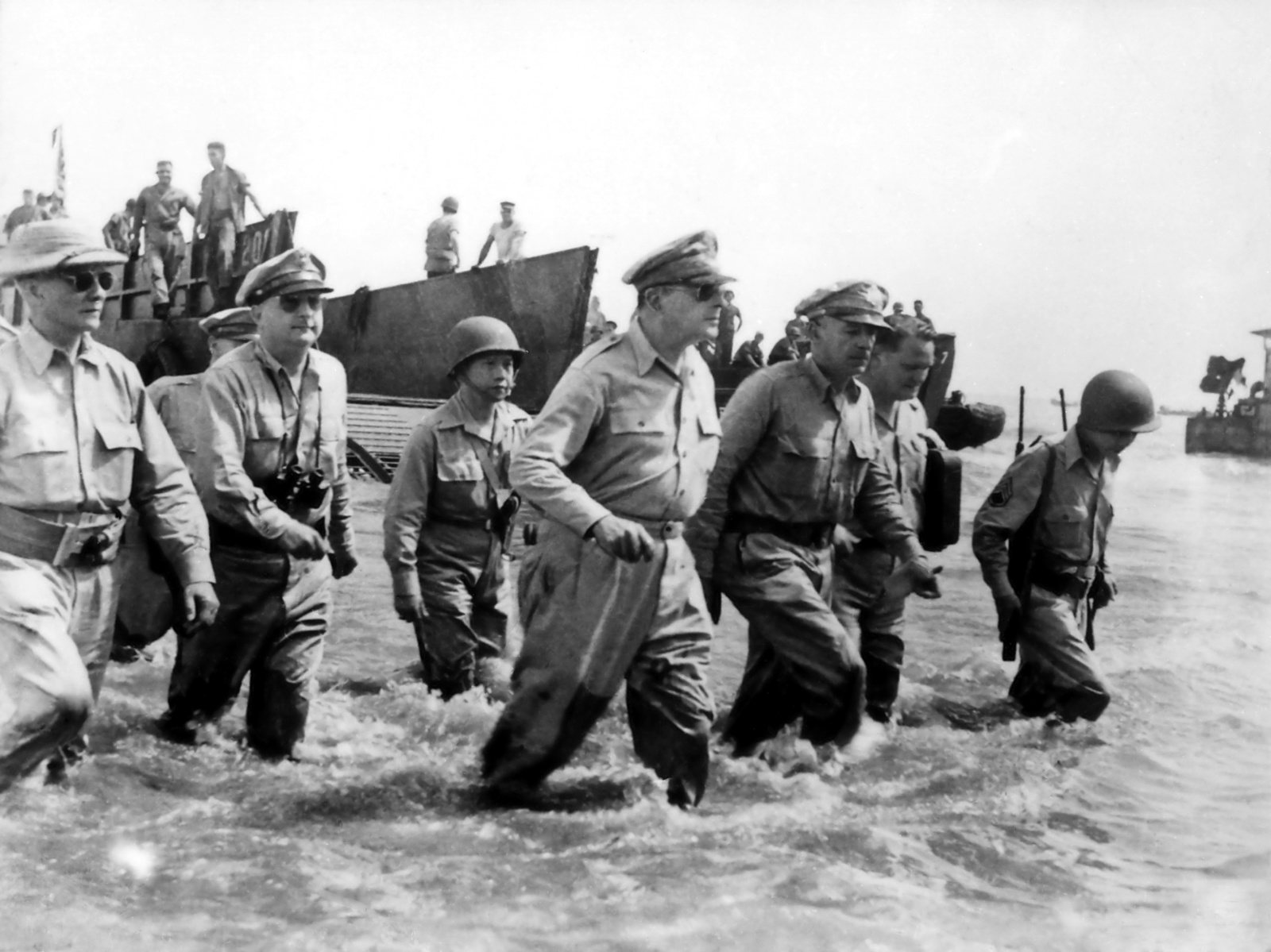
Gen. Douglas MacArthur und seine Männer gehen am 20. Oktober 1944 an der Palo Beach in Leyte an Land

Mit der Mission, die Philippinen von der japanischen Armee zu befreien, führte General Douglas MacArthur eine der größten Flottenverbände von Transport- und Kriegsschiffen in der Geschichte der Vereinigten Staaten an die Küste von Leyte. Am 20. Oktober 1944 landeten die Streitkräfte unter Führung McArthurs und in Geleit des Präsidenten des Commonwealth der Philippinen, Sergio Osmeña, und Carlos P. Romulo, in Palo, Leyte, um die Befreiung des Landes zu beginnen. Der Landepunkt, an dem General McArthur die überlieferten Worte „I have returned“ (dt. Ich bin zurückgekehrt) ausrief, ist heute einer der bedeutendsten Gedenkstätte des Inselstaates. Im Weiteren kam es zu der japanischen Gegenoffensive, die in der Schlacht um Leyte und schließlich in der größten Seeschlacht der Geschichte, der See- und Luftschlacht im Golf von Leyte mündete. Nicht weniger als 212 alliierte Schiffe trafen auf ca. 60 Kampfschiffe der japanischen Kriegsmarine, darunter die großen Schlachtschiffe Yamato und Musashi.

## Wirtschaft
Wichtigste Wirtschaftszweige sind der Anbau von Mais, Reis, Zuckerrohr, Manilahanf und Kokospalmen. Im Süden ist die Anpflanzung und Verarbeitung von Abacá der bedeutendste Wirtschaftsfaktor.
Viele Handwerksbetriebe stellen aus der Abaca-Faser Textilien und Stricke her. Weitere handwerkliche Industriezweige verarbeiten Bambus und Holzprodukte. Daneben sind der Tourismus, ebenso wie die Fischerei und die Forstwirtschaft die maßgebenden Lebensgrundlagen der einheimischen Bevölkerung.

## Klima
Auf der Insel herrschen zwei Klimakategorien vor. Der Osten wird charakterisiert durch den Klimatyp II, der sich durch sehr heftige Niederschläge von November bis Januar auszeichnet. Der westliche Teil gehört dem klimatischen Typ IV an, dessen Regentage mehr oder weniger das gesamte Jahr über auftreten können.

## Sehenswürdigkeiten
- Das Leyte Landungsdenkmal in Red Beach, Palo, markiert den Punkt, an dem die Befreiungstruppen die Insel Leyte betraten. In einer Lagune steht eine lebensgroße Statue, die Gen. McArthur mit seinen Männern abbildet, wie sie durch das knöcheltiefe Wasser an Land waten.
- Der 640 Meter über dem Meeresspiegel gelegene Danao-See, er hat einen Umriss der einer Violine gleicht. Der See liegt 10 km nordöstlich von Ormoc City im Lake Danao Natural Park. Er ist Heimat zahlreicher wilder Tiere, unter anderem der Rotohreule und des Streifenuhus.
- Der Sto. Nino Shrine und das Volkskundemuseum mit einem Flachbild, das die Legende des ersten philippinischen Mannes und der ersten Frau (Malakas and Maganda) darstellt.
- Die San-Juanico-Brücke ist die längste und architektonisch attraktivste Brücke der Philippinen. Sie überspannt die San-Juanico-Straße zwischen Leyte und Samar.
- der Kuapnit-Balinsasayaw-Nationalpark
- Das Cuatro Islas Protected Landscape/Seascape

## Tauchen
Tauchen ist eine noch relativ neue Einnahmequelle für die Insel. In Südleyte um Padre Burgos / Macrohon besteht die Möglichkeit, mit Walhaien zu tauchen. In den Monaten von Januar bis April werden in Südleyte organisierte Ausfahrten mit den Tauchbasen vor Ort angeboten. Die Riffe in Südleyte sind größtenteils in sehr gutem Zustand, und die Artenvielfalt ist enorm. Eine besondere Attraktion ist das zur Ortschaft San Francisco in Southern Leyte gehörende Napantao, dessen Unterwasserwelt sowohl zum Schnorcheln als auch zum Drucklufttauchen einlädt.